# Jankó Zoltán
Jankó Zoltán (Baka, 1871. december 30. – Pozsony, 1941. április 12.) publicista, lapszerkesztő, író.

## Élete
Pozsony vármegyei nemesei család gyermeke. Gyerekkorát szülőfalujában töltötte, ahol szülei jómódú gazdálkodók voltak. Az egyetemet Pozsonyban jogi szakon végezte. Tanulmányai befejezése után gazdag közéleti pályát futott be: volt Pozsonyban hivatali tisztviselő, tanácsos, majd mint alispán dolgozott. 1918-ban Pozsony vármegye kormánybiztosa (főispán) lett.
A két világháború között a szabadkőműves Filantropia jótékonysági egyesület igazgatója, 1936-tól a Magyar Újság szerkesztője volt. Vezető tagja volt az Uránia tudományos egyesületnek. 1927-ben egyik alapítója volt Somorján a Csallóközi Múzeumnak. 

## Emlékezete
- 2006 szülőfalujában emléktábla[2]

## Művei
- 1935 Távoli hangok
- 1940 Mesél a szülőföldem